# Haddon (Indiana)
Haddon é uma das nove cidades do Condado de Sullivan, Indiana, Estados Unidos. De acordo com o censo de 2010, sua população era de 3.987 pessoas e continha 834 unidades habitacionais.
De acordo com o censo de 2010, a cidade tem uma área total de 71.47 sq mi (185.1 km2), dos quais 71.22 sq mi (184.5 km2) é terra e 0.25 sq mi (0.65 km2) é água.